# Szigma delta khí díj
A Szigma Delta Khí Díjat minden évben az amerikai Society of Professional Journalists (magyarul kb.: Hivatásos Újságírók Társasága) adja a kiemelkedő újságírói tevékenységért.

## Története
A Hivatásos Újságírók Társasága 1932-ben ítélte oda először ezt a díjat hat kiváló újságírónak. 1939 óta működik a program a ma is ismert formában, akkor adták át az első elismerést a Kiváló Szolgálatért (Distinguished Service Awards).  Ez a díj kapta később a Szigma Delta Khí Díj elnevezést.

## Jelöltekkel szembeni követelmények
A jelölteknek be kell fizetniük a jelölési díjat. 2011-ben a  Hivatásos Újságírók Társasága tagjai számára ez az összeg 60 dollár volt, a szervezetben tagsággal nem rendelkezők számára pedig 100 dollár. Minden jelöltnek három példányban kell benyújtania jelentkezési lapját.  
Ezenkívül minden jelöltnek írnia kell egy motivációs levelet, amely tartalmazza a feldolgozott egy vagy több történet összefoglalását, a főbb eredmények tárgyalását, az általuk alkalmazott munkamódszert, valamint az ábrázolt történet(ek) megismerése során megtapasztalt nehézségeket, illetve annak egyediségét.

## Odaítélési szempontok
A beérkezett anyagokat elismert veterán újságírók bírálják el. Minden kategóriában egy díjat ítélnek oda, de joguk van a díj oda nem ítélésére is, ha a zsűri szerint egyik alkotás sem méltó az elismerésre.
Az bírálási szempontok között szerepel az olvasmányosság, az üzenet átadásának hatékonysága, pontosság és teljesség, kísérletezés, érthetőség és stílus, a riporter találékonysága a nehézségek leküzdésére, valamint a Hivatásos Újságírók Társasága Etikai Kódexének való megfelelés.

## Díjazási kategóriák
A díj 48 kategóriáját a megjelenési mód vagy az újságírói munka típusa határozza meg. Az elismerést az napilapok,  a hírügynökségek, a folyóiratok, a rádió, a televízió, a hírlevelek munkatársai, valamint az online újságírók, a kutatók és a grafikusok között osztják ki.

## Fordítás
Ez a szócikk részben vagy egészben  a   Sigma Delta Chi Award című angol Wikipédia-szócikk ezen változatának fordításán alapul.  Az eredeti cikk szerkesztőit annak laptörténete sorolja fel. Ez a jelzés csupán a megfogalmazás eredetét és a szerzői jogokat jelzi, nem szolgál a cikkben szereplő információk forrásmegjelöléseként.